# Kerry blue terrier
Il Kerry Blue Terrier è una razza canina irlandese riconosciuta dalla FCI (Standard N. 3, Gruppo 3, Sezione 1) che, contrariamente all'apparenza non ha le sue origini nella regione omonima bensì da Tipperary. Nel paese d'origine è infatti chiamato Irish Blue Terrier.
Originariamente allevato per cacciare ratti, talpe, lontre e volpi è stato utilizzato anche per altre attività tra le quali il raduno delle greggi e la guardia. Attualmente è allevato anche come cane da compagnia, rimane però una razza poco diffusa.